# Казар, Матей
Матей Казар (словац. Matej Kazár; род. 10 мая 1983, Кошице) — словацкий биатлонист, участник Зимних Олимпийских игр в Турине и Сочи. Чемпион мира по летнему биатлону. Завершил карьеру в сезоне 2019/2020.

## Карьера
Биатлоном начал заниматься в 1993 году — дебютировал в кубке мира по биатлону — в сезоне 2001/2002 годов. Очки набрал в сезоне 2007/2008 годов. Принимал участие на многих чемпионатах мира. Лучший личный результат спортсмена — 10-е место в масс-старте в Канморе (сезон 2015/2016).
Единственный подиум спортсмена на этапах Кубка мира датируется сезоном 2011/2012. 10 февраля 2012 года в Контиолахти Казар вместе с партнерами был третьими в смешанной эстафете.
Брат Матея Петер также является биатлонистом и входит в сборную Словакии.

## Результаты

### Участие в Олимпийских играх
| Год  | Место проведения | Спринт | Гонка преследования | Индивидуальная гонка | Масс-Старт | Эстафета | Смешанная Эстафета |
| ---- | ---------------- | ------ | ------------------- | -------------------- | ---------- | -------- | ------------------ |
| 2006 | Турин            | 57     | 52                  | —                    | —          | —        |                    |
| 2014 | Сочи             | 37     | 23                  | 19                   | 15         | 12       | 5                  |
| 2018 | Пхёнчхан         | 22     | 31                  | 34                   | —          | 18       | 20                 |

### Учистие на Чемпионатах мира
| Год  | Место проведения | Спринт                                             | Гонка преследования                                | Индивидуальная гонка                               | Масс-старт                                         | Эстафета                                           | Смешанная эстафета | Сингл-микст |
| ---- | ---------------- | -------------------------------------------------- | -------------------------------------------------- | -------------------------------------------------- | -------------------------------------------------- | -------------------------------------------------- | ------------------ | ----------- |
| 2005 | Хохфильцен       | 76                                                 | —                                                  | —                                                  | —                                                  | 14                                                 | —                  | N/A         |
| 2006 | Поклюка          | гонки не проводились в связи с Олимпийскими играми | гонки не проводились в связи с Олимпийскими играми | гонки не проводились в связи с Олимпийскими играми | гонки не проводились в связи с Олимпийскими играми | гонки не проводились в связи с Олимпийскими играми | 13                 | N/A         |
| 2008 | Эстерсунд        | 42                                                 | 37                                                 | 86                                                 | —                                                  | 9                                                  | —                  | N/A         |
| 2009 | Пхёнчхан         | 73                                                 | —                                                  | —                                                  | —                                                  | —                                                  | —                  | N/A         |
| 2011 | Ханты-Мансийск   | 78                                                 | —                                                  | 92                                                 | —                                                  | —                                                  | —                  | N/A         |
| 2012 | Рупольдинг       | 29                                                 | 24                                                 | 40                                                 | —                                                  | 12                                                 | 7                  | N/A         |
| 2013 | Нове-Место       | 30                                                 | 29                                                 | 52                                                 | —                                                  | 10                                                 | 7                  | N/A         |
| 2015 | Контиолахти      | 33                                                 | 42                                                 | 42                                                 | —                                                  | 11                                                 | —                  | N/A         |
| 2016 | Хольменколлен    | 57                                                 | 44                                                 | 73                                                 | —                                                  | 12                                                 | 17                 | N/A         |
| 2017 | Хохфильцен       | 77                                                 | —                                                  | 29                                                 | —                                                  | 12                                                 | —                  | N/A         |
| 2019 | Эстерсунд        | 49                                                 | 45                                                 | 40                                                 | —                                                  | 18                                                 | —                  | —           |

### Кубок мира
- 2007/2008 — 84-е место (8 очков)
- 2008/2009 — — (очков не набирал)
- 2009/2010 — — (очков не набирал)
- 2010/2011 — 83-е место (28 очков)
- 2011/2012 — 55-е место (93 очка)
- 2012/2013 — 48-е место (131 очко)
- 2013/2014 — 64-е место (48 очков)
- 2014/2015 — 55-е место (95 очков)
- 2015/2016 — 41-е место (187 очков)
- 2016/2017 — 77-е место (19 очков)
- 2017/2018 — 74-е место (23 очка)
- 2018/2019 — 79-е место (20 очков)